# بيل آرون
بيل آرون (بالإنجليزية: Bill Aron)‏ هو مصور أمريكي، ولد في 1941.